# Испульский район
Испульский район — единица административного деления Гурьевского округа и Гурьевской области, существовавшая в 1928—1930 и 1933—1963 годах.
Испульский район с центром в ауле № 9 был образован 3 сентября  1928 года в составе Гурьевского округа из части волостей из Испульской и части Соколиновской волостей Гурьевского уезда и части Индерской волости Джамбейтинского уезда Уральской губернии.
22 сентября 1930 года Испульский район был упразднён, а его территория вошла в Гурьевский район.
31 августа 1933 года Испульский район был восстановлен в составе Гурьевского округа путём выделения из Гурьевского района. Его центром стал посёлок Кулагино.
15 января 1938 года Испульский район вошёл в состав Гурьевской области.
2 января 1963 года Испульский район был упразднён, а его территория вошла в Махамбетский промышленный район, восстановлен как Индерский 31 декабря 1964 года с центром в посёлке Индерборский.